# Eròma
Érôme és un municipi francès situat al departament de la Droma i a la regió d'Alvèrnia-Roine-Alps. L'any 2007 tenia 782 habitants.

## Demografia

### Població
El 2007 la població de fet d'Érôme era de 782 persones. Hi havia 296 famílies de les quals 72 eren unipersonals (28 homes vivint sols i 44 dones vivint soles), 104 parelles sense fills, 108 parelles amb fills i 12 famílies monoparentals amb fills.
La població ha evolucionat segons el següent gràfic:
Habitants censats

### Habitatges
El 2007 hi havia 354 habitatges, 306 eren l'habitatge principal de la família, 22 eren segones residències i 26 estaven desocupats. 314 eren cases i 38 eren apartaments. Dels 306 habitatges principals, 222 estaven ocupats pels seus propietaris, 76 estaven llogats i ocupats pels llogaters i 8 estaven cedits a títol gratuït; 1 tenia una cambra, 17 en tenien dues, 42 en tenien tres, 96 en tenien quatre i 150 en tenien cinc o més. 232 habitatges disposaven pel capbaix d'una plaça de pàrquing. A 117 habitatges hi havia un automòbil i a 164 n'hi havia dos o més.

### Piràmide de població
La piràmide de població per edats i sexe el 2009 era:
| Homes | Edats   | Dones |
| ----- | ------- | ----- |
| 0     | 95 o +  | 0     |
| 0     | 90 a 94 | 0     |
| 4     | 85 a 89 | 0     |
| 0     | 80 a 84 | 0     |
| 12    | 75 a 79 | 20    |
| 8     | 70 a 74 | 16    |
| 12    | 65 a 69 | 8     |
| 28    | 60 a 64 | 16    |
| 4     | 55 a 59 | 16    |
| 36    | 50 a 54 | 28    |
| 32    | 45 a 49 | 24    |
| 28    | 40 a 44 | 40    |
| 36    | 35 a 39 | 16    |
| 16    | 30 a 34 | 28    |
| 32    | 25 a 29 | 24    |
| 16    | 20 a 24 | 24    |
| 12    | 15 a 19 | 28    |
| 24    | 10 a 14 | 24    |
| 16    | 5 a 9   | 32    |
| 16    | 0 a 4   | 28    |

## Economia
El 2007 la població en edat de treballar era de 515 persones, 406 eren actives i 109 eren inactives. De les 406 persones actives 369 estaven ocupades (196 homes i 173 dones) i 37 estaven aturades (16 homes i 21 dones). De les 109 persones inactives 42 estaven jubilades, 36 estaven estudiant i 31 estaven classificades com a «altres inactius».

### Ingressos
El 2009 a Érôme hi havia 318 unitats fiscals que integraven 788 persones, la mediana anual d'ingressos fiscals per persona era de 15.764 €.

### Activitats econòmiques
Dels 35 establiments que hi havia el 2007, 2 eren d'empreses extractives, 1 d'una empresa alimentària, 1 d'una empresa de fabricació de material elèctric, 1 d'una empresa de fabricació d'altres productes industrials, 11 d'empreses de construcció, 5 d'empreses de comerç i reparació d'automòbils, 3 d'empreses de transport, 1 d'una empresa d'hostatgeria i restauració, 2 d'empreses immobiliàries, 3 d'empreses de serveis, 2 d'entitats de l'administració pública i 3 d'empreses classificades com a «altres activitats de serveis».
Dels 15 establiments de servei als particulars que hi havia el 2009, 1 era una oficina de correu, 1 taller de reparació d'automòbils i de material agrícola, 1 paleta, 3 guixaires pintors, 2 fusteries, 1 lampisteria, 3 electricistes, 1 empresa de construcció, 1 perruqueria i 1 restaurant.
Els 2 establiments comercials que hi havia el 2009 eren fleques.
L'any 2000 a Érôme hi havia 29 explotacions agrícoles que ocupaven un total de 221 hectàrees.

## Equipaments sanitaris i escolars
El 2009 hi havia una escola elemental integrada dins d'un grup escolar amb les comunes properes formant una escola dispersa.

## Poblacions més properes
El següent diagrama mostra les poblacions més properes.